# Zwierciadło pęka w odłamków stos
Zwierciadło pęka w odłamków stos (ang. The Mirror Crack'd from Side to Side) – powieść Agathy Christie wydana w 1962 roku. Po opublikowaniu książki pojawiły się spekulacje, że fabuła powieści oparta jest na tragicznych wydarzeniach z życia amerykańskiej aktorki Gene Tierney. Książka została dwukrotnie przeniesiona na ekran: w 1980 roku pod tytułem Pęknięte zwierciadło (w filmie zagrała m.in. Elizabeth Taylor) oraz w 1992 roku jako odcinek serialu Miss Marple pt. Stłuczone lustro.
Tytuł pochodzi z poematu Pani z Shalott Alfreda Tennysona, fragment tego wiersza jest też mottem powieści: 

Zerwana nić jak cienki włos, 
Zwierciadło pęka w odłamków stos, 
„Klątwa nade mną”, krzyczy w głos 
Pani z Shalott

## Fabuła
W St. Mary Mead mieszka wraz z mężem gwiazda filmowa, Marina Gregg. Kupuje Gossington Hall, dom, w którym przed laty znaleziono zwłoki młodej tancerki (powieść Noc w bibliotece). Wkrótce aktorka urządza przyjęcie, na które zaprasza dawną właścicielkę domu, Dolly Bantry. W trakcie zabawy dochodzi do tragedii - zostaje otruta Heather Badcock, mieszkanka St. Mary Mead. Okazuje się, że kobieta rozlała drinka i Marina Gregg oddała jej swojego. Policja podejrzewa, że to aktorka miała być ofiarą, tym bardziej, że pani Badcock nie miała żadnych wrogów. Wkrótce okazuje się, że na przyjęciu przebywało wiele osób, mogących źle życzyć pani Gregg. Wychodzi też na jaw, że aktorka od pewnego czasu dostawała dziwne listy z pogróżkami. Dolly Bantry prosi o pomoc w wyjaśnieniu tajemnicy przyjaciółkę, pannę Marple.

## Rozwiązanie
Kiedy podczas przyjęcia w Gossington Hall Heather Badcock rozmawia z Mariną na temat ich dawnego spotkania, przypadkiem nadmienia, że była wtedy chora na różyczkę. Marina Gregg w jednej chwili uświadomiła sobie, że oto dziwnym zrządzeniem losu stoi przed nią osoba, przez którą doświadczyła wielkiej osobistej tragedii. Aktorka była w tamtym czasie w ciąży; zainfekowana różyczką, urodziła ciężko upośledzone dziecko. Błyskawicznie dosypała zatem do swojego drinka śmiertelną dawkę lekarstwa, które zawsze nosiła przy sobie. Niby przypadkiem potrąciła Heather Badcock, po czym jako dobra gospodyni zaoferowała jej swój kieliszek. Dla zmylenia policji wymyśliła historię o zawistnym szaleńcu, czyhającym na jej życie. Liczyła na to, że poprzez zrobienie z siebie celu mordercy uniknie podejrzeń. Żeby uwiarygodnić swoją opowieść, napisała do siebie listy z pogróżkami oraz zatruła swoją kawę. Okazało się, że dwie osoby podejrzewają ją o morderstwo: włoski lokaj Giuseppe, który widział, jak na przyjęciu wsypywała coś do kieliszka i asystentka Ella Zielinsky. Również mąż Mariny, Jason Rudd, domyślał się prawdy i przez cały czas próbował ochraniać ukochaną. W końcu jednak uświadomił sobie, że jego żona nigdy już nie będzie w stanie żyć normalnie po popełnionych zbrodniach i postanowił sam ukrócić cierpienia ukochanej poprzez podanie jej trucizny we śnie. 